# Maurice Laporte
Maurice Laporte (né en 1901 à Courbevoie (Seine) - mort en 1987 à Genève, Suisse) était un homme politique français, fondateur et premier secrétaire général des Jeunesses communistes françaises (de 1920 à 1923).

## Biographie

### Le fondateur des Jeunesses communistes françaises
Né en 1901, ouvrier et fils d'ouvrier, Maurice Laporte devient communiste à la suite de la Révolution russe. En 1920, il est le fondateur et le premier dirigeant des Jeunesses communistes de France avec Camille Fégy. Il est aussi un « représentant important de l’extrême gauche du Parti communiste français » et est délégué à Moscou aux congrès du Komintern.
Remplacé en 1923 à la tête des JC par Jacques Doriot (de 1923 à 1926), Maurice Laporte se heurte à la discipline du parti, qu'il quitte en 1925.

### La dérive vers l'extrême-droite
Après avoir quitté le Parti communiste, Maurice Laporte devient un anticommuniste virulent à travers plusieurs ouvrages. Contrairement à ce qui a été affirmé, il n’aurait pas adhéré au Parti populaire français (PPF) de Jacques Doriot, mais il a en revanche collaboré à la presse doriotiste.
Pendant l'occupation allemande en France au cours de la Seconde Guerre mondiale, il sera un collaborateur des nazis. En 1944, devant l'avancée alliée, il se réfugie en Suisse, où il meurt en 1987.

## Ouvrages
- Les mystères du Kremlin (Dans les Coulisses de la IIIe Internationale et du Parti Français), Paris, La Renaissance Moderne, 1928
- Espions Rouges (Les dessous de l'espionnage soviétique en France), Paris, Librairie de la Revue Française, Alexis Redier éditeur, 1929
- Le bouge de la Mère Andrelli (133 jours d'épouvante), Paris, Alexis Redier éditeur, 1930
- Sous le casque d'acier. Six semaines avec Hitler et les Bolcheviks. Préface de Maurice Constantin-Weyer, Paris, Librairie de la Revue Française, Alexis Redier éditeur, 1931
- Staline l'homme d'acier (avec Grégoire Bessedovski), Librairie de la Revue Française, Alexis Redier éditeur, 1932
- Bouddha contre l'Intelligence Service, Paris, Alexis Redier éditeur, 1933
- Histoire de l'Okharana - La police secrète des Tsars, 1880-1917, Collection d'Études, de documents et de témoignages pour servir à l'histoire de notre temps, Paris, Payot, 1935